# Claes Knutson
Claes Ragnar Knutson, född 24 augusti 1917 i Malmö Sankt Pauli församling, död 29 april 1997 i Kvistofta församling i Skåne län, var en svensk arkitekt.

## Biografi
Knutson, som var son till direktör Adolf Knutson, avlade studentexamen i Lund 1938 och utexaminerades från Kungliga Tekniska högskolan 1945. Han var anställd på arkitektkontor i Stockholm 1944–1945, företog resor i Danmark, Tyskland, Schweiz och Italien 1946, bedrev egen arkitektverksamhet i Malmö 1946–1948, blev stadsarkitekt i Alvesta köping 1948 och innehade eget arkitektkontor där från samma år.  Han är framför allt känd för att ha ritat de två Ikea-varuhusen i Älmhult och Kungens kurva i Huddinge.

## Verk i urval
- Ikea-varuhuset i Älmhult, 1958
- EWJ-huset i Älmhult
- Kv. Kockum 21 i Malmö, 1958
- Kv. Kockum 20 i Malmö, 1960
- Villa Von Stosch, Kassel-Brasselberg i Tyskland, 1965
- Lammhults kyrka, 1964
- Ikea Kungens kurva, 1965
- Cityhuset, Alvesta kommunhus, 1967
- Kv. Väveriet 18 i Malmö, 1968

## Bildgalleri

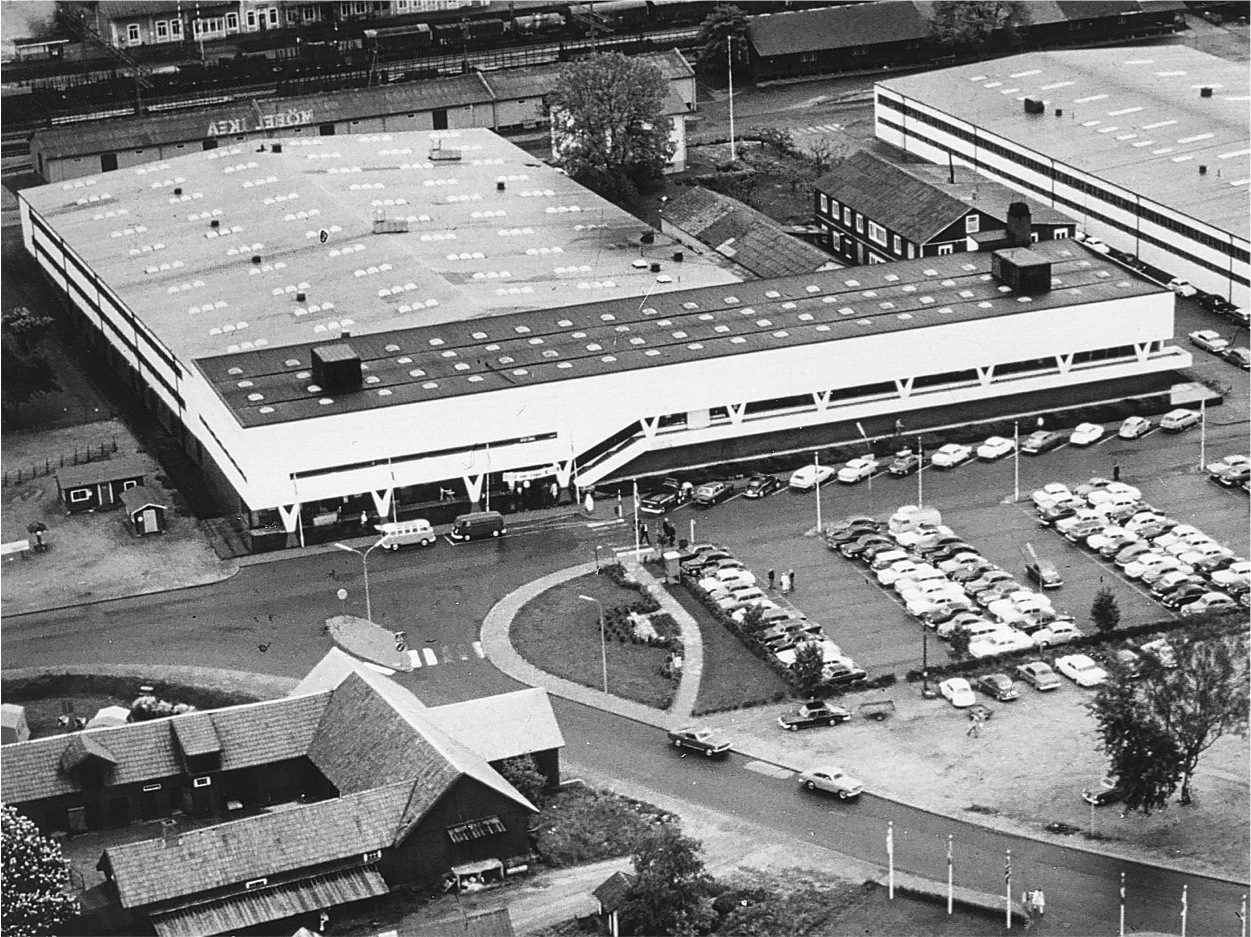
Ikea-varuhuset i Älmhult 1950
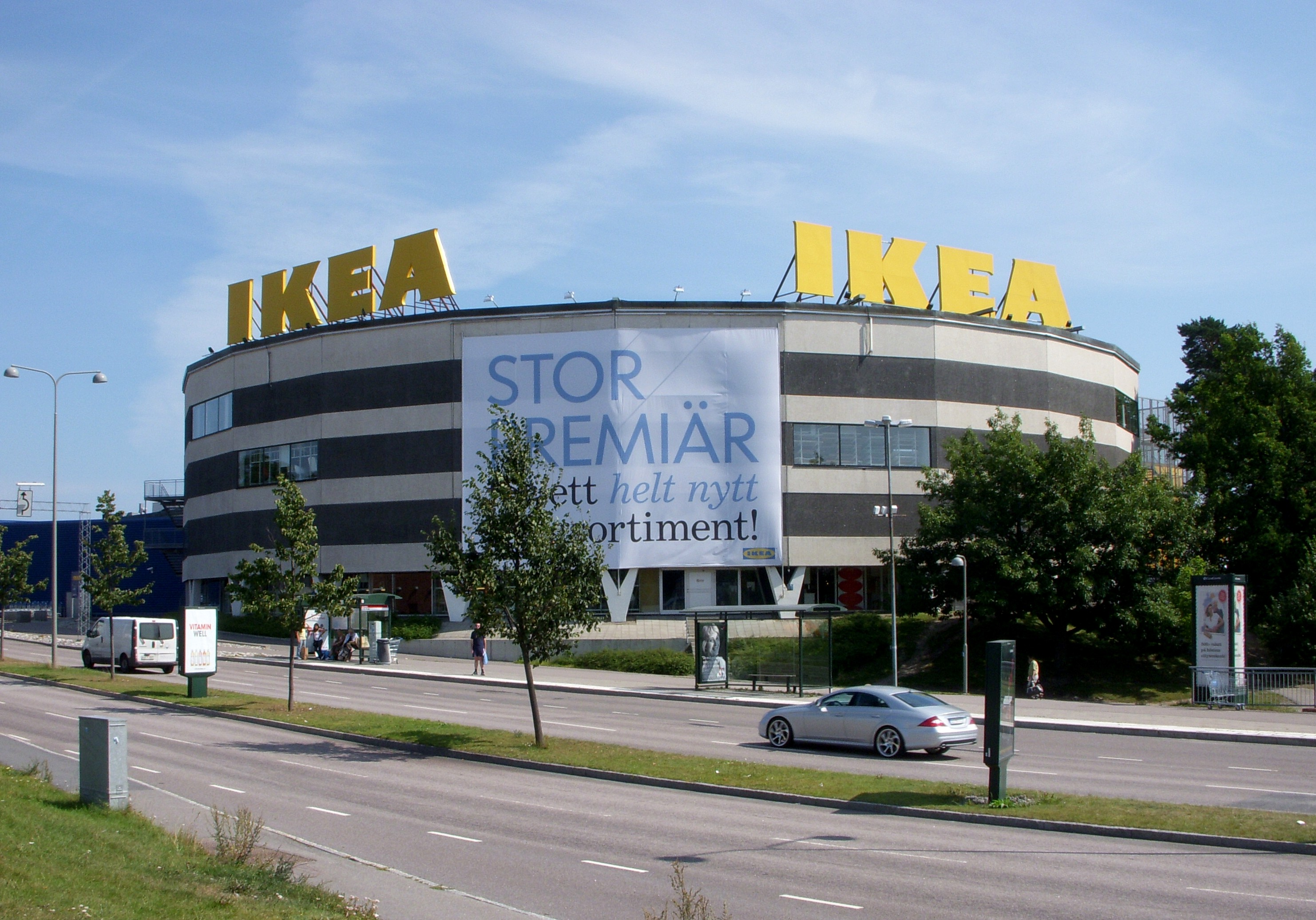
Ikea Kungens kurva, Huddinge
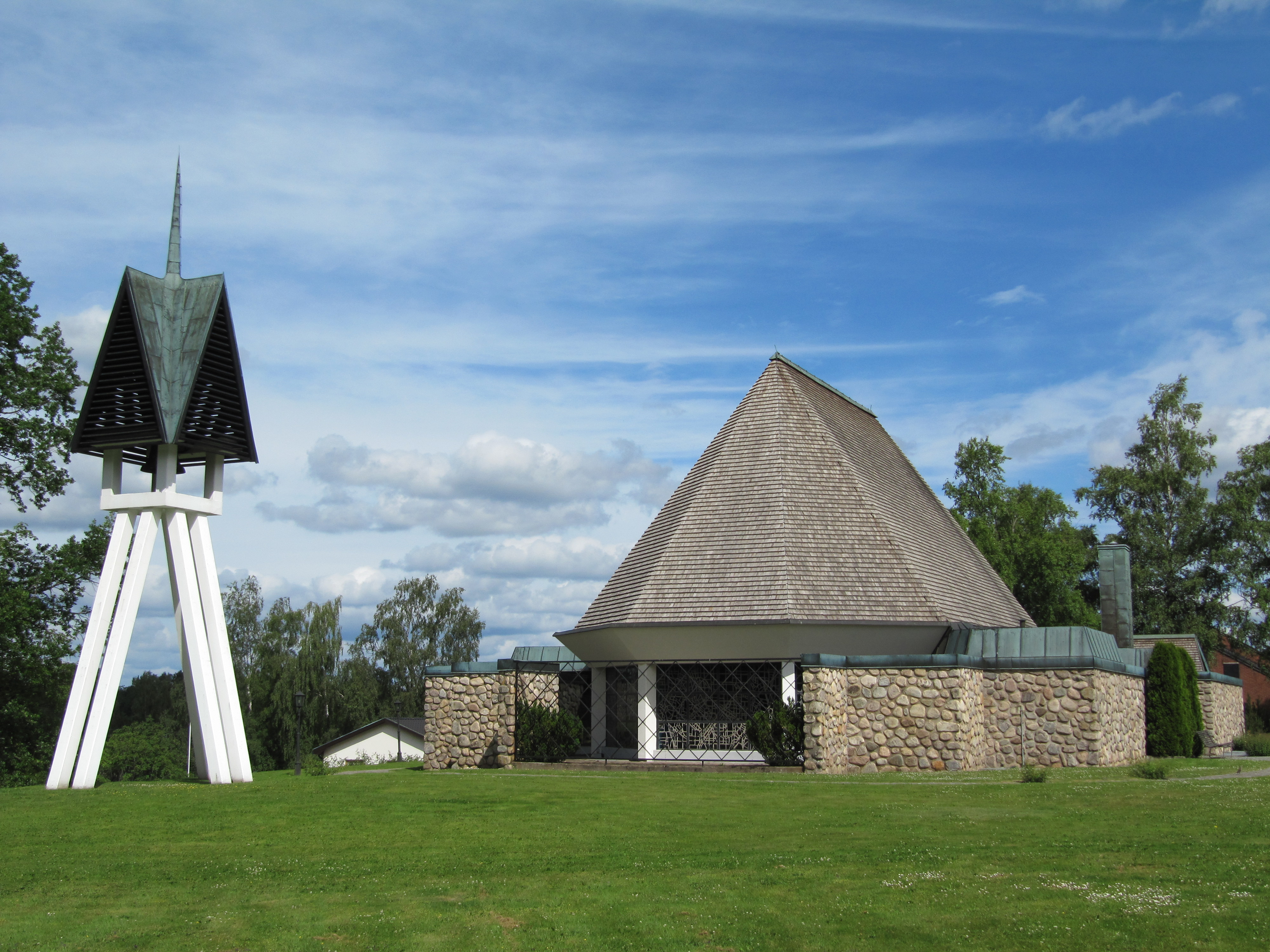
Lammhults kyrka
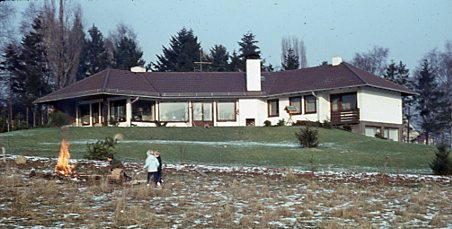
Von Stosch-huset i Kassel-Brasselberg